# Санкт-Міхельська губернія
Санкт-Міхельська губернія (фін. Mikkelin lääni, рос. Санкт-Михельская губерния, швед. S:t Michels län)  — адміністративно-територіальна одиниця Російської імперії (Велике герцогство Фінляндія) в 1831—1917 та Фінляндії в 1917—1997 роках.

## Географія
Займала внутрішню частину Фінляндії. Межувала на півночі і північному сході з Куопіоською губернією, на південному сході і півдні — Виборзькою губернією, на заході і південному заході — Нюландською і Тавастгуською губерніями і на північному заході — Вазаською губернією.
З півночі на південь її перетинає низка пагорбів відомих як Савонсельке. По південно-східній і південно-західній околиці губернії проходила гряда Мала Сальпауссельке.

## Історія
До 1809 року була частиною шведської губернії Кюменкартан. З 1811 року тут існувала російська Кюмменегордська губернія. Утворена маніфестом імператора Миколи I від 24 березня (5 квітня) 1831 року «Про поділ Великого князівства Фінляндського на вісім губерній» з Кюмменегордської губернії.
В часи російської імперії площа становила 22 840 км². Після здобуття Фінляндією незалежності 1917 року губернія зберегла свої кордони. Була перейменовано на губернію Міккелін. У 1918 році стала базою «Білої Фінляндії» під час громадянської війни у Фінляндії.
У 1960 році частину губернії було передано до губернії Центральна Фінляндія. 1997 року уся губернія увійшла до Східної Фінляндії.

## Адміністративний устрій
Центром спочатку було місто Гейнола, а з 1843 року — Санкт-Міхель (звідси сама назва губернії). За часів Великого князівства Фінляндського поділялася на 4 повіти — Санкт-Міхельський, Гейноласький, Іоккаський і Рантасальміський, а також 21 ленсманський округ. Міста — Санкт-Міхель, Нейшлот і Гейнола, 636 сіл.

### Губернатори часів Російської імперії
- Абрагам Йоаким Моландер-Норденгайм (1831—1837)
- Габріель Антон Кронштедт (1837—1840)
- Отто Абрагам Боіє (1840—1847)
- Олександр Теслеф (1847—1853)
- Карл Фабіан Лангенскійольд (1853—1854)
- Карл Еміль Седеркрейц (1854—1856)
- Бернгард Індреніус (1856)
- Самуель Вернер фон Троїль Старший (1856—1863)
- Теодор Себастьян Тілен (1863—1869)
- Карл Густав фон Креймер (1869—1873)
- Едвард Райнольд фон Аммондт (1874—1875)
- Ялмар Себастьян Норденстренг (1876—1883)
- Август Олександр Ярнефельт (1883—1884)
- Густав Аксель фон Троїль (1884—1889)
- Йоганнес Гріпенберг (1889—1891)
- Кнут Роберт Шпере (1891—1899)
- Леннарт Фрітьйоф Мунк аф Фулькіла (1900—1903)
- Олександр Ватаці (1903—1905)
- Антон Леонард фон Кноррінг (1905—1910)
- Еліел Ільмарі Вуорінен (1910—1911)
- Леон Арістід Сиреліус (1911—1916)
- Микола Сіллман (1916—1917)

### Губернатори часів Фінляндії
- Аукусті Ахо (1917—1918)
- Ернст Розенквіст (1918—1927)
- Альбін Пулккінен (1927—1933)
- Еміль Яткола (1933—1948)
- Альпо Лумме (1949—1957)
- Урхо Кіукас (1957—1970)
- Вільйо Віртанен (1970—1979)
- Ууно Воутілянен (1979—1989)
- Юхані Кортесальмі (1989—1997)

## Населення
У 1897 році мешкало 185 689 осіб, з яких фіни і карели становили 99,1 %, шведи — 0,9 %. На 1905 року чисельність населення збільшилося до 191 717.

## Економіка
В період Російської імперії основу становило сільське господарство, насамперед вирощування злакових і тваринництво. Вирощували переважно жито, ячмінь, гречку, бобові, картоплю і овес, трохи пшениці. В 1910 році було 107,1 тис. голів великої рогатої худоби, 21,3 тис. коней. останніх в значній кількості вивозили з губернії. У 1861 році було засновано Санкт-Міхельське сільськогосподарське товариство.
Вагомий відсоток займала обробка деревини. В 1896 році лісопилок було 21, зокрема парових — 9, водяних — 12.
Фабрик і заводів в 1896 році було в містах 167, в сільській місцині — 336. Ливарних і металевих заводів було 55, з обробки каменю — 8, хімічних — 13, шкіряних — 82, паперових — 2, будівельних— 21, пивоварних — 5, харчових продуктів — 227. Велося добування озерної залізної руди.
Територією губернії було проведено залізниці Куопіо — Котка (1890 року) та Елісенваар — Нейшлот (1908 року).
За часів незалежності Фінляндії сільське господарства, видобуток та обробка руди, лісова промисловість набули стрімкого розвитку.